# Luci Arri Pudent
Luci Arri Pudent (en llatí: Lucius Arrius Pudens) va ser un magistrat romà del segle ii que va ser cònsol l'any 165 junt amb Marc Gavi Orfit.
Va desenvolupar la seua carrera política sota l'imperi d'Antoní Pius i Marc Aureli i Luci Ver. El seu únic càrrec conegut és el de cònsol ordinari el 165, sota Marc Aureli i Luci Ver.